# Muzeum Etnograficzne w Budapeszcie

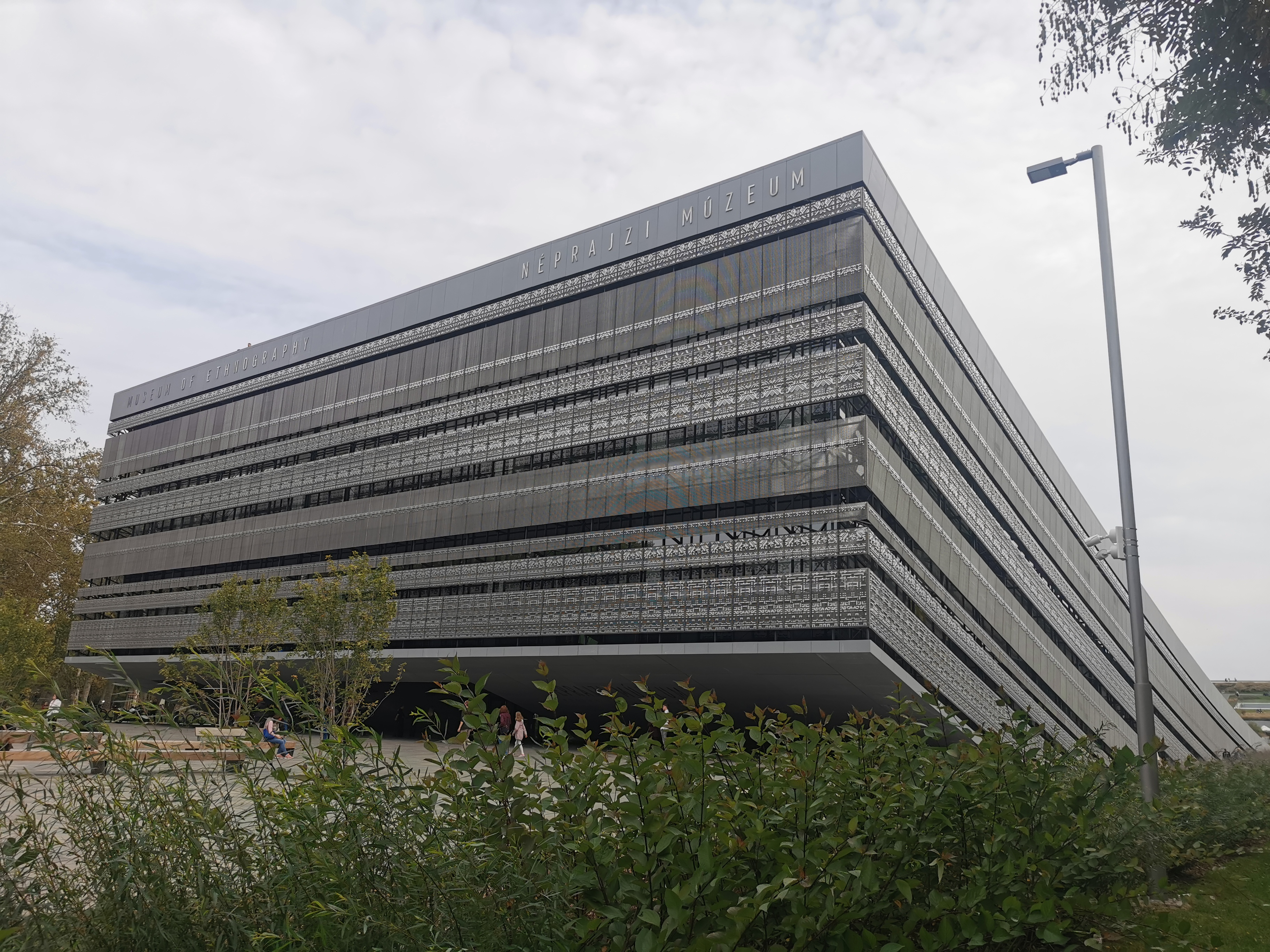
Muzeum Etnograficzne w Budapeszcie

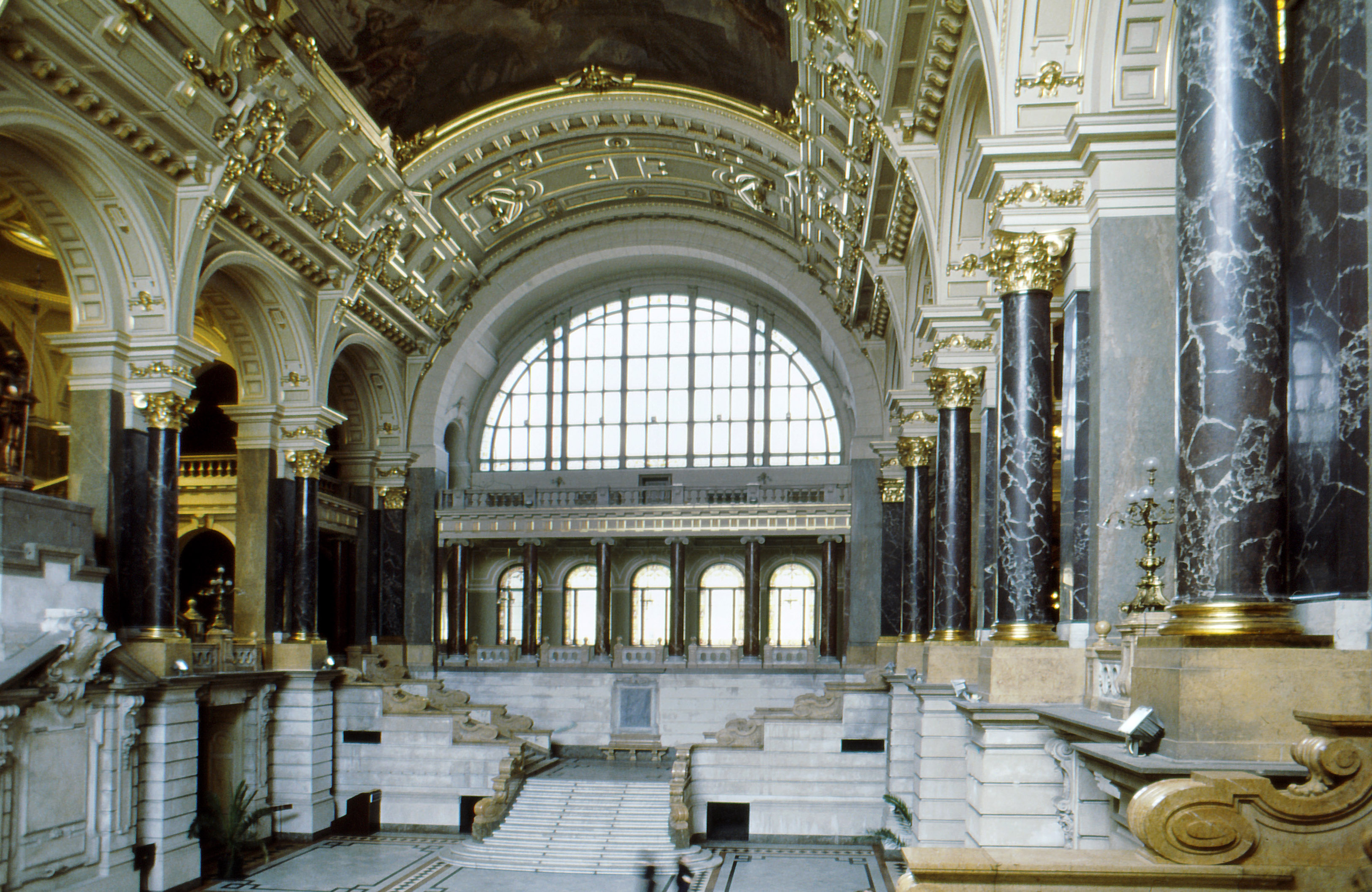
Wnętrze dawnej siedziby

Muzeum Etnograficzne w Budapeszcie (Néprajzi Múzeum) – muzeum utworzone w roku 1872 jako dział etnograficzny Węgierskiego Muzeum Narodowego. 

## Historia
5 marca 1872 roku János Xántus zostaje kuratorem, a w 1893 dyrektorem działu etnograficznego Węgierskiego Muzeum Narodowego. Nominacja miała związek z przekazaniem przez niego kolekcji zgromadzonej podczas podróży do Azji Wschodniej, którą wiosną 1871 roku pokazano w jednej z sal Muzeum Narodowego. W 1873 roku na Targi w Wiedniu wysłano zbiór 2500 eksponatów, które ukazywały dorobek węgierskiego rzemiosła. Po zakończeniu ekspozycji przekazano je do zbiorów muzealnych.  Od roku 1947 Muzeum stanowi odrębną jednostkę organizacyjną, lecz dopiero w roku 1973 otrzymało siedzibę w budynku dawnego Pałacu Sprawiedliwości przy Placu Kossutha. W 1980 roku otwarto w budynku pierwszą stała ekspozycję prezentującą rozwój cywilizacji, która była prezentowana do 1995 roku. Kolejna wystawa Kultura ludowa Węgrów ukazuje życie węgierskich chłopów od końca XVIII wieku do II wojny światowej.
Muzeum jest jednym z największych w Europie muzeów tego rodzaju, posiada ok. 200 tysięcy eksponatów, w tym 140 tysięcy dotyczy kultury węgierskiej, a 60 tysięcy ludów świata. W ekspozycji Muzeum znajdują się działy myślistwa, pszczelarstwa, rybactwa, hodowli zwierząt, pasterstwa, rolnictwa i rzemiosła.

## Budynek

### Stary budynek (Pałac sprawiedliwości)
Budynek zaprojektowany dla ministerstwa Sprawiedliwości przez architekta Alajosza Hausmanna (1847–1926) został oddany do użytku w 1896 roku. Po zakończeniu II wojny światowej budynek odnowiono go według projektu architekta Eleméra Csánka. Od 1950 roku mieści się tu Instytut Węgierskiego Ruchu Robotniczego, a od 1957 roku Instytut Historii Partii i Węgierska Galeria Narodowa. Muzeum Etnograficzne korzystało z budynku od 1973 do 2022 roku.

### Nowy budynek
W 2019 roku podjęto decyzję o budowie w ramach projektu City Park Budapest nowego budynku na placu Ötvenhatosok. Projekt otrzymał w 2018 roku nagrodę World's Best Architecture podczas International Property Awardson (IPA). Projekt przygotowała węgierska firma Napur Architect. Projekt przypomina gigantyczną rampę do jazdy na deskorolce, ma dach pokryty trawą, a sciany zdobione wzorami węgierskich haftów ludowych. Budynek otwarto w 2022.